# Eustathe d'Antioche
Pour les articles homonymes, voir Eustathe.
Eustathe d'Antioche, né dans les années 270 à Sidé en Pamphylie, mort en 337 ou 338 à Trajanopolis en Thrace, fut évêque de Bérée (Alep), puis d'Antioche, entre  323 et 331. Il est vénéré comme saint par l'Église orthodoxe et l'Église catholique le 21 février.

## Vie
Formé par Lucien d'Antioche à son école théologique, Il fut l'un des premiers à combattre la doctrine d'Arius. Les ariens parvinrent à le faire déposer et exiler en Thrace en 331 pour sabellianisme et immoralité (on produisit dans un concile une femme qui prétendait qu'il était le père de son enfant).
Ensuite, un schisme exista assez longtemps sous son nom, les « eustathiens » : il y eut deux évêques « eustathiens » successifs après sa mort (Paulin II de 362 jusqu'à peu après 382, et Évagre jusqu'en 394). L'essentiel des « eustathiens » fut réintégré dans l'Église officielle en 414, un petit groupe se maintint jusqu'en 482.
La même année, ses reliques furent transférées de Thrace à Antioche, à la grande joie des fidèles.
Le seul ouvrage complet qui est resté de lui est Sur la pythonisse d’Endor écrit vers 335 et repris en 1640 par Leone Allacci (Lyon, in-4) qui fait référence au premier Livre de Samuel (28,7-25) dans la Bible.

## Écrits
- Explication des États de cause d'Hermogène, Michel Patillon, Belles lettres, collection des universités de France. Série grecque, n° 536, 2018  (ISBN 2-251-00622-2)
- Édition critique de ses œuvres: Eustathius Antiochenus, Opera omnia. J.H. Declerck (ed.), Turnhout: Brepols, 2002 (Corpus Christianorum Series Graeca, 51), CDLXII+288 p., 155 x 245 mm,  (ISBN 978-2-503-40511-7).
- Clavis Patrum Græcorum 3350-3398.